# Giorgi Papunashvili
Giorgi Papunashvili (en géorgien : გიორგი პაპუნაშვილი) est un footballeur international géorgien né le 2 septembre 1995 à Tbilissi. Il évolue au poste de milieu offensif avec le Racing Santander, en prêt du Real Saragosse.

## Palmarès
Dinamo Tbilissi
- Championnat de Géorgie : 2014
- Coupe de Géorgie : 2014, 2015
- Supercoupe de Géorgie : 2014